# Philip Snijder
Philip Snijder (Amsterdam, 1956) is een Nederlandse schrijver.

## Levensloop
Philip Snijder studeerde Italiaanse taal- en letterkunde. Hij begon zijn schrijverscarrière met het verhaal Het dempie voor een literair tijdschrift. Het verhaal over de eilandjes van vuilnis in de Amsterdamse grachten, waar Snijder als kind op sprong, vormde later het eerste hoofdstuk van zijn roman Zondagsgeld, waarmee hij in 2007 debuteerde. Zondagsgeld is een autobiografische roman over zijn jeugd in de achterstandsbuurt die het Amsterdamse Bickerseiland nog was in de jaren zestig. Ook Het smartlappenkwartier (2020) speelt zich af op Bickerseiland. Het smartlappenkwartier werd in 2022 genomineerd voor de eerste Hans Vervoort-prijs.

## Interviews
- Op 6 september 2016 in het VPRO-radioprogramma Nooit meer slapen over zijn boek Bloed krijg je er nooit meer uit.[2]
- Op 30 september 2020 in Nooit meer slapen over zijn boek  Het smartlappenkwartier.[3]